# Związek Pisarzy Bułgarskich
Związek Pisarzy Bułgarskich (bułg. Съюз на българските писатели) – stowarzyszenie twórcze pisarzy Bułgarii, założone w 1913 pod honorowym przewodnictwem Iwana Wazowa.
Funkcję przewodniczącego związku pełnili m.in.: Kirił Christow (1914), Elin Pelin (1920–1921 i 1940–1941), Michaił Arnaudow (1922–1927 i 1931–1934), Todor Włajkow (1928–1930), Ekaterina Karawełowa (1935–1937), Christo Radewski (1949–1958), Dimityr Dimow (1964–1966), Ljubomir Lewczew (1979–1988), Paweł Matew (1989–1990).